# (37867) 1998 FO16
1998 FO16 (asteroide 37867) é um asteroide da cintura principal. Possui uma excentricidade de 0.19375290 e uma inclinação de 1.07333º.
Este asteroide foi descoberto no dia 20 de março de 1998 por LINEAR em Socorro.